# Burkivka, Koriukivka
Burkivka (în ucraineană Бурківка) este un sat în comuna Savînkî din raionul Koriukivka, regiunea Cernihiv, Ucraina.

## Demografie
Componența lingvistică a localității Burkivka
     Ucraineană (100%)
Conform recensământului din 2001, toată populația localității Burkivka era vorbitoare de ucraineană (100%).